# Metz-le-Comte
Metz-le-Comte è un comune francese di 192 abitanti situato nel dipartimento della Nièvre nella regione della Borgogna-Franca Contea.

## Società

### Evoluzione demografica
Abitanti censiti